# Vinegar Bend
Vinegar Bend – jednostka osadnicza w Stanach Zjednoczonych, w stanie Alabama, w hrabstwie Washington.